# Pirata bryantae
Pirata bryantae är en spindelart som beskrevs av Kurata 1944. Pirata bryantae ingår i släktet Pirata och familjen vargspindlar. Inga underarter finns listade i Catalogue of Life.